# Campeonato Europeo de Atletismo en Pista Cubierta de 1984
El XV Campeonato Europeo de Atletismo en Pista Cubierta se celebró en Gotemburgo (Suecia) entre el 3 y el 4 de marzo de 1984 bajo la organización de la Asociación Europea de Atletismo (AEA) y la Federación Sueca de Atletismo.
Las competiciones se llevaron a cabo en el Scandinavium de la ciudad sueca.

## Resultados

### Masculino
| Evento                    | Oro                                          | Plata                                            | Bronce                                         |
| ------------------------- | -------------------------------------------- | ------------------------------------------------ | ---------------------------------------------- |
| 60 m (03.03)              | Christian Haas Alemania Occidental 6,68 s    | Antonio Ullo · Italia · 6,68 s                   | Ronald Desruelles · Bélgica · 6,69 s           |
| 200 m (04.03)             | Alexandr Yevgeniev Unión Soviética 20,98     | Ade Mafe Reino Unido 21,34                       | Giovanni Bongiorni · Italia · 21,48            |
| 400 m (04.03)             | Sergéi Lovachov Unión Soviética 46,72        | Roberto Tozzi · Italia · 47,01                   | Didier Dubois Francia 47,29                    |
| 800 m (04.03)             | Donato Sabia · Italia · 1:48,05              | André Lavie Francia 1:48,35                      | Phil Norgate Reino Unido 1:48,39               |
| 1500 m (04.03)            | Peter Wirz · Suiza · 3:41,35                 | Riccardo Materazzi · Italia · 3:41,57            | Thomas Wessinghage Alemania Occidental 3:41,75 |
| 3000 m (04.03)            | Lubomír Tesáček Checoslovaquia 7:53,51       | Markus Ryffel · Suiza · 7:53,61                  | Karl Fleschen Alemania Occidental 7:54,45      |
| 60 m vallas (04.03)       | Romuald Giegiel · Polonia · 7,62             | György Bakos · Hungría · 7,75                    | Jiří Hudec Checoslovaquia 7,77                 |
| Salto de altura (03.03)   | Dietmar Mögenburg Alemania Occidental 2,33 m | Carlo Thränhardt Alemania Occidental 2,30 m      | Roland Dalhäuser · Suiza · 2,30 m              |
| Salto con pértiga (04.03) | Thierry Vigneron Francia 5,85                | Pierre Quinon Francia 5,75                       | Alexandr Krupski Unión Soviética 5,70          |
| Salto de longitud (04.03) | Jan Leitner Checoslovaquia 7,96              | Matthias Koch República Democrática Alemana 7,91 | Robert Emmiyan Unión Soviética 7,86            |
| Salto triple (03.03)      | Grigori Yemets Unión Soviética 17,33         | Vlastimil Mařinec Checoslovaquia 17,16           | Béla Bakosi · Hungría · 17,15                  |
| Peso (04.03)              | Janis Bojars Unión Soviética 20,84           | Werner Günthör · Suiza · 20,33                   | Alessandro Andrei · Italia · 20,32             |

### Femenino
| Evento                    | Oro                                         | Plata                                       | Bronce                                            |
| ------------------------- | ------------------------------------------- | ------------------------------------------- | ------------------------------------------------- |
| 60 m (04.03)              | Bev Kinch Reino Unido 7,16 s                | Anelia Nuneva Bulgaria 7,23 s               | Nelli Fiere · Países Bajos · 7,23 s               |
| 200 m (04.03)             | Jarmila Kratochvílová Checoslovaquia 23,02  | Marie-Christine Cazier Francia 23,68        | Olga Antonova Unión Soviética 23,80               |
| 400 m (04.03)             | Taťána Kocembová Checoslovaquia 49,97       | Erika Rossi · Italia · 52,37                | Rositsa Stamenova Bulgaria 52,41                  |
| 800 m (04.03)             | Milena Matejkovičová Checoslovaquia 1:59,52 | Doina Melinte · Rumania · 1:59,81           | Cristina Cojocaru · Rumania · 2:01,24             |
| 1500 m (04.03)            | Fiţa Lovin · Rumania · 4:10,03              | Elly van Hulst · Países Bajos · 4:11,09     | Sandra Gasser · Suiza · 4:11,70                   |
| 3000 m (03.03)            | Brigitte Kraus Alemania Occidental 9:12,07  | Tetiana Pozdniakova Unión Soviética 9:15,04 | Ivana Kleinová Checoslovaquia 9:15,71             |
| 60 m vallas (03.03)       | Lucyna Kałek · Polonia · 7,96               | Vera Akimova Unión Soviética 7,99           | Yordanka Donkova Bulgaria 8,01                    |
| Salto de altura (04.03)   | Ulrike Meyfarth Alemania Occidental 1,95 m  | Maryse Ewanje-Epée Francia 1,95 m           | Danuta Bułkowska · Polonia · 1,95 m               |
| Salto de longitud (03.03) | Sue Hearnshaw Reino Unido 6,70              | Eva Murková Checoslovaquia 6,55             | Stefania Lazzaroni · Italia · 6,08                |
| Peso (03.03)              | Helena Fibingerová Checoslovaquia 20,34     | Claudia Losch Alemania Occidental 20,23     | Heidi Krieger República Democrática Alemana 20,18 |

## Medallero
| Núm. | País           | Oro | Plata | Bronce | Total |
| ---- | -------------- | --- | ----- | ------ | ----- |
| 1    | Checoslovaquia | 6   | 2     | 2      | 10    |
| 2    | URSS           | 4   | 2     | 3      | 9     |
| 3    | RFA            | 4   | 2     | 2      | 8     |
| 4    | Reino Unido    | 2   | 1     | 1      | 4     |
| 5    | Polonia        | 2   | 0     | 1      | 3     |
| 6    | Italia         | 1   | 4     | 3      | 8     |
| 7    | Francia        | 1   | 4     | 1      | 6     |
| 8    | Suiza          | 1   | 2     | 2      | 5     |
| 9    | Rumania        | 1   | 1     | 1      | 3     |
| 10   | Bulgaria       | 0   | 1     | 2      | 3     |
| 11   | RDA            | 0   | 1     | 1      | 2     |
| 11   | Hungría        | 0   | 1     | 1      | 2     |
| 11   | Países Bajos   | 0   | 1     | 1      | 2     |
| 14   | Bélgica        | 0   | 0     | 1      | 1     |
|      | TOTAL          | 22  | 22    | 22     | 66    |